# Masonville (Kentucky)
Masonville és una concentració de població designada pel cens dels Estats Units a l'estat de Kentucky. Segons el cens del 2000 tenia 1.075 habitants.

## Demografia
Segons el cens del 2000, Masonville tenia 1.075 habitants, 381 habitatges, i 310 famílies. La densitat de població era de 46,4 habitants/km².
Dels 381 habitatges en un 41,5% hi vivien nens de menys de 18 anys, en un 67,7% hi vivien parelles casades, en un 9,7% dones solteres, i en un 18,6% no eren unitats familiars. En el 17,1% dels habitatges hi vivien persones soles el 5,5% de les quals corresponia a persones de 65 anys o més que vivien soles. El nombre mitjà de persones vivint en cada habitatge era de 2,82 i el nombre mitjà de persones que vivien en cada família era de 3,15.
Per edats la població es repartia de la següent manera: un 30% tenia menys de 18 anys, un 7,3% entre 18 i 24, un 30,8% entre 25 i 44, un 23% de 45 a 60 i un 9% 65 anys o més.
L'edat mediana era de 34 anys. Per cada 100 dones de 18 o més anys hi havia 99,7 homes.
La renda mediana per habitatge era de 37.171 $ i la renda mediana per família de 45.795 $. Els homes tenien una renda mediana de 35.089 $ mentre que les dones 19.250 $. La renda per capita de la població era de 20.469 $. Entorn del 10,9% de les famílies i el 10,3% de la població estaven per davall del llindar de pobresa.

## Poblacions més properes
El següent diagrama mostra les poblacions més properes.